# Ufotable
Ufotable (ユーフォーテーブル有限会社?, Yūfōtēburu yūgen-gaisha, stilizzato ufficialmente come ufotable) è uno studio di animazione giapponese fondato nell'ottobre 2000 dal produttore Hikaru Kondō e da ex membri dello studio TMS Entertainment mediante la sussidiaria Telecom Animation Film. 
Ha sede a Suginami, quartiere speciale di Tokyo.

## Origine del nome
Era da sempre il sogno di Hikaru Kondō creare uno studio in cui animatori, artisti e produttori potessero lavorare insieme, uniti come un team inossidabile, e chiacchierare intorno ad un tavolo. Una volta istituito lo studio e trovato lo staff tanto agognato da Kondō, all'azienda mancava ancora un nome. A dare l'ispirazione a Kondō fu un particolare modello di tavolo, la cui forma ricorda proprio quella di un UFO, che il presidente comprò da un privato scandinavo. Fu così che Kondō chiamò il suo studio di animazione in riferimento a quel particolare tavolo che è ora in suo possesso e che ogni tanto viene portato in giro agli eventi legati alla sua compagnia.

## Storia
Ai suoi inizi, lo studio era composto da poche persone riunite in stanze di quattro tatami e mezzo, ed era lì che le animazioni venivano realizzate. Per di più, tra i loro membri iniziali figuravano molte personalità provenienti da Anime International Company.
Ora è una grande azienda che conta oltre 200 dipendenti, e fa della sua crescente indipendenza il suo punto di forza. Difatti, al contrario di molti altri studi di animazione giapponese, dal 2006 è sempre entrata a far parte dei comitati di produzione di ogni show di cui si sono occupati.
L'azienda dispone di divisioni di animazione, finitura, arte e digitali completamente in-house. Inoltre, sono sempre di competenza di membri interni la scrittura delle canzoni e la composizione delle loro partiture. Le loro opere dal 2010 sono focalizzate sulla produzione completa in-house.
Hanno ampi legami personali con giovani animatori freelance e, inoltre, hanno iniziato a reclutare nuovi talenti per lo studio dal 2016.
Grazie alle sue politiche aziendali, la compagnia è riuscita a creare un ambiente di lavoro e una comunità davvero salubri all'interno dello studio (cosa non troppo comune). Gli animatori chiave spesso diventano insegnanti per gli inbetweener, è così che fanno gli artisti con più esperienza nel dipartimento di belle arti, facendo fare pratica di arte disegnata a mano ai più giovani per affinare le loro abilità prima di passare all'animazione digitale. Gli animatori chiave sono spesso attivi su altri dipartimenti tanto quanto lo sono nel reparto di reclutamento. Anche gli animatori chiave più giovani e gli inbetweener danno una mano nelle correzioni e la progettazioni.
Ufotable è in parte responsabile per la creazione del gruppo musicale Kalafina. Nel 2007 infatti fu commissionato a Yuki Kajiura il compito di comporre la colonna sonora per i film di Kara no kyōkai. Fu proprio la Kajiura a scegliere Wakana Ōtaki e Keiko Kubota come sue collaboratrici in questo progetto, formando, di fatto, il gruppo che sarebbe stato conosciuto come Kalafina.
Nel marzo 2019, è stato riferito che Ufotable è stata sotto inchiesta per evasione fiscale. Nell'aprile 2019, è stato riferito che Ufotable doveva 400 milioni di yen in tasse ed è stato sospettata di appropriazione indebita di fondi da un'asta di beneficenza per i sopravvissuti al terremoto di Tohoku del 2011. A partire dal 15 aprile 2019, invece, non sono state presentate accuse contro il fondatore e presidente dell'azienda Hikaru Kondō e Ufotable.

### Ufotable nella ristorazione
Nel 2006, l'azienda, che già era cresciuta vertiginosamente, era sul punto di raggiungere il suo apice. Voleva dunque espandersi e acquistare l'attenzione di sempre più pubblico, in particolare quello più giovane, creandosi una certa immagine. Fu così che il primo piano del loro studio fu trasformato in un bar. Il bar fu istituito non solo come sala mensa per lo staff, ma anche con lo scopo di interagire con i fan in diversi luoghi in tutto il paese, proprio come i caffè costruiti in collaborazione con altre aziende. Al bar, è possibile vedere le riproduzioni dei materiali di produzione e l'animazione chiave grezza utilizzata nei loro anime.
L'iniziativa ebbe talmente tanto successo che il locale divenne immediatamente una delle tappe più ambite per gli appassionati di anime. Addirittura si deve fare una fila di almeno sei ore per trovare posto e bisogna prenotare con parecchie ore di anticipo per potervi prendere un'ordinazione. All'interno del locale è possibile ordinare pietanze a tema sui vari show prodotti da Ufotable. 
Nel 2014, un terzo Ufotable cafe fu aperto a Nagoya.
Nel 2012, lo studio aprì un ristorante chiamato "Ufotable Dining" (stilizzato in ufotable DINING).

### Partnership con Type-Moon e Aniplex
Sempre nel 2006, Ufotable strinse una partnership molto remunerativa, che avrebbe scosso le fondamenta dello studio, proiettandolo nel futuro dell'animazione. Tale partnership comprende la casa videoludica Type-Moon e la casa di produzione Aniplex. La partner fu consolidata con l'uscita dei film legati al franchise Kara no kyōkai nel dicembre 2007.
Dopo l'enorme successo derivato dalla partnership e gli ottimi guadagni dei film su Kara no kyōkai, Kondō decise di fondare un secondo studio omonimo nella sua città natale, Tokushima, insieme ad un secondo Ufotable Cafe.

### Succursale di Tokushima
Fu proprio a Tokushima che Ufotable diede vita al più grande evento a tema anime della città: il Machi Asobi. Quest'ultimo non è solo una grande fiera, è anche una cerimonia di premiazione per creatori, doppiatori e artisti, nonché propaganda al turismo nella città di Tokushima.
La succursale Ufotable di Tokushima è anche il posto dove lo studio recluta nuovi lavoratori e dà inoltre lezioni di animazione nelle scuole di belle arti vicine.
Nel 2010 allestirono anche una mostra fotografica per i bambini malati nell'ospedale locale. Hanno inoltre collaborato con il centro turistico della città e con il centro di reclutamento Rikujō Jieitai disegnando poster.
A Tokushima hanno aperto anche un cinema denominato "Ufotable cinema", dove organizzano eventi e fanno screening dei loro show

## Dipartimento digitale
Volevo fare l'assistente di produzione, ma avevo avuto esperienza in ambito visuale prima, così mi è stato detto di lavorare al compositing. (ride) Tutto è andato per il meglio, credo.»
(Yūichi Terao)
Gli anime prodotti da Ufotable a cui siamo abituati oggigiorno sono davvero caratteristici a livello visuale. Tuttavia, è bene sottolineare che lo studio non ha mantenuto questa linea creativa sin dalla sua fondazione.
Ai suoi albori (si parla perlopiù dei primi tre anni di attività) le attenzioni dello studio erano volte interamente a supportare progetti di altre aziende. Fu solo in seguito che ci si dedicò alla produzione di trasposizioni di manga e light novel. Le prime produzioni vere e proprie dello studio, tuttavia, ancora non mostravano il lato più sperimentale che caratterizzerà lo studio più avanti, anzi, erano perlopiù commedie piuttosto mediocri sia a livello tecnico/registico sia a livello contenutistico.
La svolta si ebbe a cavallo tra il 2006 e il 2007, quando lo studio ricevette i primi feedback degli appassionati attraverso la neonata attività di Ufotable cafe. Fu con Gakuen Utopia Manabi Straight! che lo staff dello studio cominciò a sperimentare un nuovo tipo di produzione animata priva di una regia generale, dove i registi degli episodi e i produttori interni allo studio potessero gestire al meglio le proprie risorse. Tuttavia, la spinta che avrebbe portato lo studio al successo si ebbe quando Futakoi Alternative ottenne un importante premio al nono Media Arts Festival, cosa che colpì particolarmente Aniplex e Notes che insistettero nella creazione di una partnership “Type-Moon x Ufotable” che si concretizzò con il primo film di Kara no kyōkai. Fu proprio con queste premesse che lo studio inaugurò il dipartimento di compositing digitale che oramai rende lo studio famoso e apprezzato oltremodo, sia dentro che fuori il Giappone.
A rendere così unici gli anime targati Ufotable è proprio la loro composizione digitale e il dipartimento ad essa dedicato. Le produzioni Ufotable fondono sfondi 3D, elaborati VFX e animazioni 2D per creare scene emozionanti che impressionano ben di più della semplice somma delle loro parti. Questo è il risultato ottenuto dal team digitale e dal suo capo dipartimento, Yūichi Terao.
Terao lavora come direttore della fotografia (noto anche come "direttore del compositing") per tutte le opere anime ufotable oggigiorno. Fra queste vi è anche la trilogia cinematografica Fate/stay night: Heaven's Feel pubblicati negli ultimi anni, la produzione più visivamente impressionante sia di Yuichi Terao che dell'intero studio. Ma ciò che rende grande ed influente quest'uomo all'interno dello studio non è solo la sua abilità, bensì la filosofia personale che pervade il suo lavoro.
Per quanto egli stesso affermi che la sua arte si basi in buona parte sulla libertà di rappresentazione della stessa, in realtà alla base del lavoro di Terao vi è un attento calcolo anche del più infimo dettaglio e una precisa osservazione scientifica. Ciò che ispira Terao (e, di fatto, chi lavora al suo fianco) è la realtà stessa. Lui stesso afferma di essere disposto addirittura a fare un taglietto sul suo dito solo per verificare i riflessi della luce sul sangue fuoriuscito, se fosse necessario per soddisfare i suoi meticolosi calcoli.
A questi attenti calcoli si accosta la ferma convinzione che un solido compositing possa influenzare la scena molto più di quanto già non facciano gli storyboard o le animazioni stesse (come dimostrato esaustivamente da scene particolarmente curate in Kara no Kyoukai). La cura nei dettagli di Terao influenza anche l'uso della 3DCG nella creazione di sfondi, fusi in armonia con i personaggi in 2D. Non importa con che stile siano disegnati i personaggi, con la giusta cura nei dettagli fotografici questi si possono amalgamare perfettamente ai modelli in 3D e gli sfondi.
Il lavoro di Terao è ciò che ha ispirato il moderno modo di concepire una produzione animata all'interno dello studio ed è ormai diventata la peculiarità che contraddistingue Ufotable e che lo rende immediatamente riconoscibile anche ad un pubblico più casual.

## Produzioni

### Dal 2002 al 2009
| Titolo                                                                   | Tipo     | Anno      | Episodi |
| ------------------------------------------------------------------------ | -------- | --------- | ------- |
| Weiß Kreuz Glühen                                                        | Serie TV | 2002-2003 | 13      |
| Dokkoider                                                                | Serie TV | 2003      | 12      |
| Tristia of the Deep Blue Sea                                             | OAV      | 2004      | 2       |
| Ninja Nonsense: The Legend of Shinobu                                    | Serie TV | 2004      | 12      |
| Futakoi Alternative                                                      | Serie TV | 2005      | 13      |
| Happy Seven - The TV Manga (produzione associata a Studio Hibari)        | Serie TV | 2005      | 13      |
| Coyote Ragtime Show                                                      | Serie TV | 2006      | 12      |
| I racconti di Terramare (produzione associata a Studio Ghibli)           | Film     | 2006      | 1       |
| Gakuen Utopia Manabi Straight                                            | Serie TV | 2007      | 12      |
| Kara no kyoukai                                                          | Film     | 2007-2013 | 9       |
| Ryofuko-chan                                                             | OAV      | 2007      | 4       |
| Tales of Symphonia - The Animation                                       | OAV      | 2007      | 4       |
| Tales of Symphonia - Tethe'alla Chapter                                  | OAV      | 2009      | 4       |
| God Eater Prologue                                                       | Special  | 2009      | 1       |
| Shikabane Hime Kuro (produzione associata a Studio Feel e Studio Gainax) | Serie TV | 2009      | 12      |
| Toriko (Jump Special 2009)                                               | Special  | 2009      | 1       |
| Yawarakame♥                                                              | ONA      | 2009-2010 | 26      |

### Dal 2010 al 2019

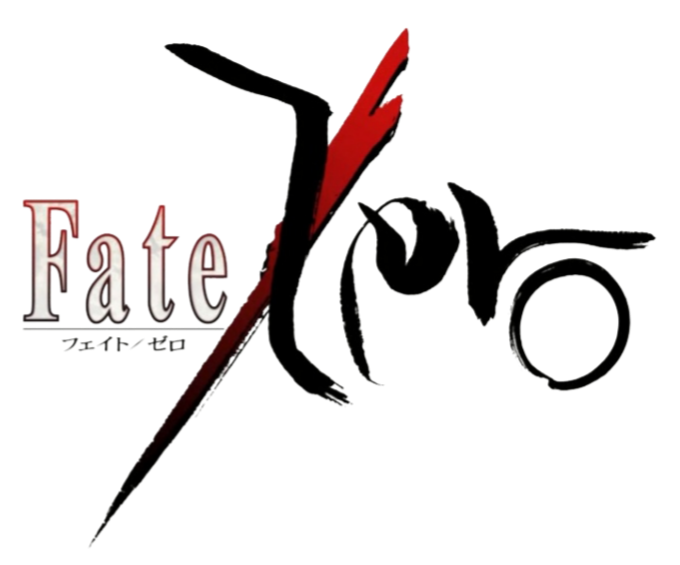
Logo della serie anime Fate/Zero, una delle produzioni più importanti dell'azienda.

| Titolo                                                                                   | Tipo     | Anno      | Episodi |
| ---------------------------------------------------------------------------------------- | -------- | --------- | ------- |
| Tsuki no Sango                                                                           | Film     | 2010      | 1       |
| Yuri Seijin Naoko-san                                                                    | OAV      | 2010-2012 | 2       |
| Tales of Symphonia:The United World                                                      | OAV      | 2011      | 3       |
| Kara no Kyoukai: Epilogue                                                                | Special  | 2011      | 1       |
| Sakura no Ondo (co-prodotto con Studio Gonzo)                                            | Film     | 2011      | 1       |
| Fate/Zero                                                                                | Serie TV | 2011-2012 | 25      |
| Gyo - Odore di morte                                                                     | OAV      | 2012      | 1       |
| Minori Scramble!                                                                         | OAV      | 2012      | 1       |
| Kara no Kyoukai: Mirai Fukuin -Extra Chorus-                                             | Special  | 2013      | 1       |
| Majokko Classical                                                                        | Film     | 2013      | 1       |
| Puella Magi Madoka Magika - La storia della ribellione (produzione associata a Hobunsha) | Film     | 2013      | 1       |
| Ohenro                                                                                   | Serie TV | 2014-2015 | 44      |
| Fate/stay night: Unlimited Blade Works                                                   | Serie TV | 2014-2015 | 25      |
| Fate/stay night: Unlimited Blade Works - Sunny Day                                       | Special  | 2015      | 1       |
| God Eater                                                                                | Serie TV | 2015-2016 | 13      |
| Tales of Zestiria: The Cross                                                             | Serie TV | 2016-2017 | 25      |
| Katsugeki Touken Ranbu                                                                   | Serie TV | 2017      | 13      |
| Fate/Grand Order: Himuro no Tenchi: 7-nin no Saikyou Ijin-hen                            | Special  | 2017      | 1       |
| Fate/stay night: Heaven's Feel                                                           | Film     | 2017-2020 | 3       |
| Today's Menu for Emiya Family                                                            | ONA      | 2018-2019 | 13      |
| Demon Slayer: Kimetsu no Yaiba                                                           | Serie TV | 2019      | 26      |

### Dal 2020 in poi
| Titolo                                                    | Tipo     | Anno      | Episodi |
| --------------------------------------------------------- | -------- | --------- | ------- |
| Demon Slayer: Il treno Mugen                              | Film     | 2020      | 1       |
| Demon Slayer: Il capitolo del treno Mugen                 | Serie TV | 2021      | 7       |
| Demon Slayer: Il capitolo del quartiere del piacere       | Serie TV | 2021-2022 | 11      |
| Mahōtsukai no Yoru - Witch of the Holy Night              | Film     | 2023      | 1       |
| Demon Slayer: Verso il villaggio dei forgiatori di katana | Serie TV | 2023      | 11      |
| Demon Slayer: L'allenamento dei Pilastri                  | Serie TV | 2024      | 8       |
| Genshin Impact                                            | Serie TV | TBA       | /       |
| Girls' Work                                               | /        | TBA       | /       |
| Demon Slayer: Il Castello dell'Infinito                   | Film     | TBA       | 3       |
|                                                           |          |           |         |

## Sigle di apertura nei videogiochi
- God Eater (2010)
- Black Rock Shooter: The Game (2011)
- Tales of Xillia (2011)
- Tales of Xillia 2 (2012)
- Fate/stay night [Réalta Nua] (2012)
- Summon Night 5 (2013)
- God Eater 2 (2013)
- Natural Doctrine (2014)
- Fate/hollow ataraxia (2015)
- Tales of Zestiria (2015)
- Tales of Berseria (2017)
- Tales of Arise (2022)
- God Eater Resonant Ops (2018)
- God Eater 3 (2019)
- Code Vein (2019)
- Tsukihime (2021)